# Tonguru River
Tonguru River är ett vattendrag i Fiji.   Det ligger i divisionen Centrala divisionen, i den centrala delen av landet, 27 km väster om huvudstaden Suva.